# The Isis
The Isis is een rivier in Engeland. Het is echter geen zelfstandige rivier, maar de aanduiding voor dat gedeelte van de Theems vanaf haar bron tot Dorchester (Oxfordshire).
De naam wordt daarom vooral in die streken gebruikt en wordt dus ook genoemd bij roeiwedstrijden, die onder andere door de Universiteit van Oxford worden gehouden. In het verleden werd er gestreden wat nu de juiste naam van de totale rivier is; Isis of Theems. In Dorchester stromen River Thame en de Isis samen en zouden zo de rivier Thame-Isis vormen, later afgekort tot Thames, de Engelstalige benaming voor de Theems. In oude spelling werd dat Tamesis. Op oude kaarten liet men het soms in het midden, door te kiezen voor “River Thames or Isis”. In de 20e eeuw verdween Isis echter langzaam uit het gemiddelde gebruik en sommigen beweren dat de naam Isis juist afkomstig is uit het Latijnse woord Tamesis (omgekeerde stellingname dus).
Op deze rivier, tussen de Folly Bridge aan de zuidpunt van Oxford en het gehucht Godstow een paar km boven Oxford, vertelde Lewis Carroll op 4 juli 1862 aan o.a. Alice Liddell en haar twee zusjes de verhalen, die later de kern van zijn Alice's Adventures in Wonderland zouden worden.

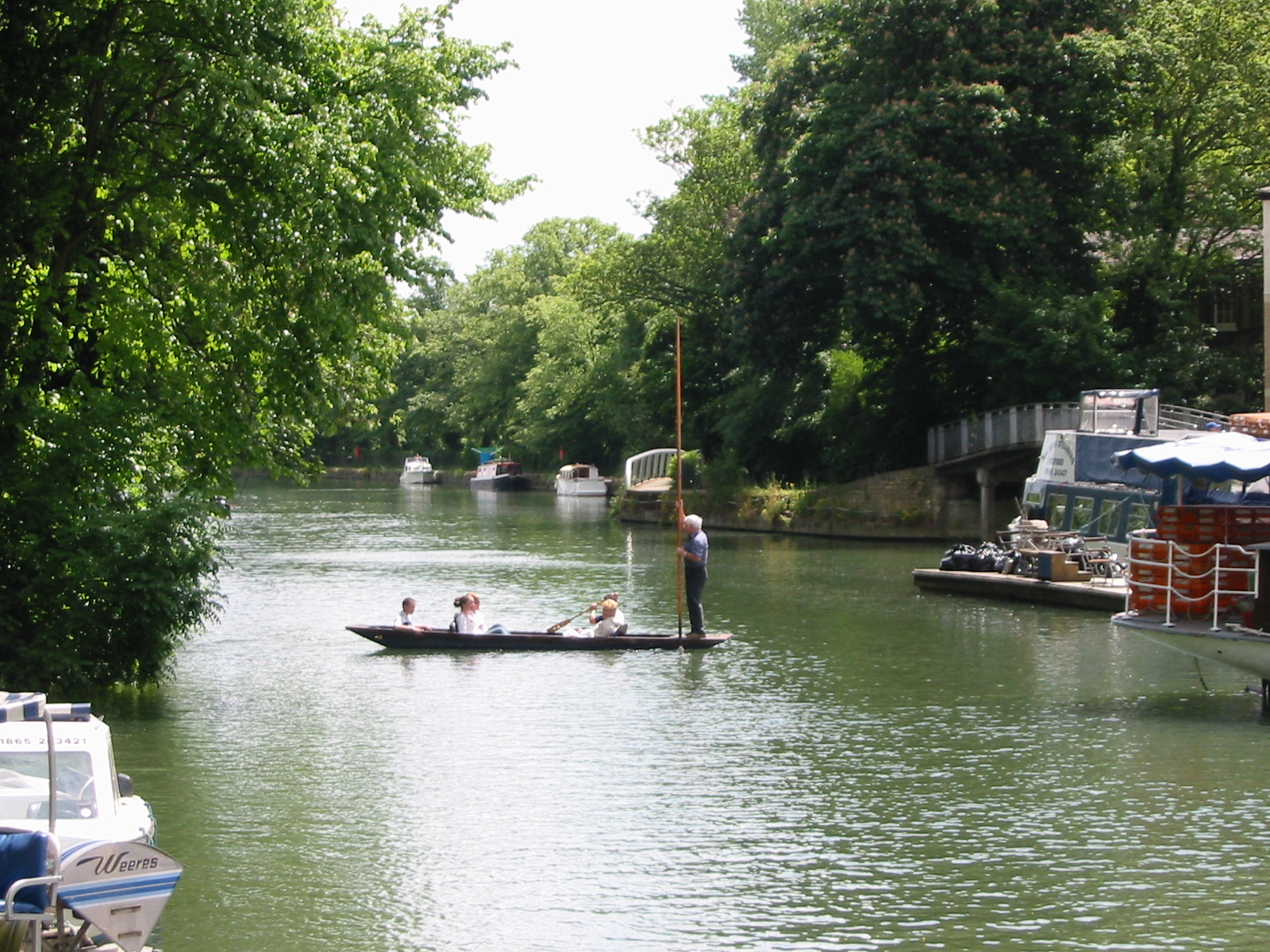
Rustige Isis